# Rôle de la France dans le génocide des Tutsi au Rwanda
Le rôle de la France dans le génocide des Tutsis au Rwanda en 1994 est source de controverses et de débats tant à l'intérieur qu'à l'extérieur de la France et du Rwanda. La coopération militaire entre les deux pays remonte à 1975. La France a apporté un soutien militaire, financier et diplomatique au gouvernement Hutu du président rwandais Juvénal Habyarimana contre le Front patriotique rwandais (FPR), créé par les exilés Tutsis, pendant la guerre civile rwandaise débutée en 1990. La France est soupçonnée d'avoir poursuivi ce soutien pendant le génocide des Tutsis au Rwanda, déclenché par l'attentat du 6 avril 1994 qui coûta la vie aux présidents rwandais Juvénal Habyarimana et burundais Cyprien Ntaryamira. L'ampleur de ce soutien et son impact sur le génocide firent l'objet de vives controverses, en particulier entre les gouvernements français et rwandais, et continuent d'influencer les relations diplomatiques entre les deux pays.
Le gouvernement français a, jusqu'en 2021, rejeté toute responsabilité dans le génocide, tout en admettant à partir de novembre 2007 que des « erreurs politiques » avaient pu être commises qui ont empêché de prévenir ou d'arrêter le génocide. Plusieurs rapports indépendants, dont celui de la mission d'information parlementaire sur le Rwanda (à partir de 1998) et des travaux de recherche universitaires ont permis de préciser le rôle joué par la France durant cette période.
Des recherches sont effectuées notamment par François Graner, physicien et directeur de recherche au CNRS et proche de l'association Survie, qui lance une bataille judiciaire pour avoir accès à l’intégralité des documents sur la politique de la France au Rwanda à partir de 1990, déposés par le président de la République alors en fonction, François Mitterrand, aux Archives nationales. Le Conseil d’État lui accorde finalement ce droit d'accès en juin 2020.
Une Commission française d’historiens sur le rôle de la France au Rwanda mise en place par Emmanuel Macron remet également son rapport final en mars 2021, concluant à des responsabilités lourdes et accablantes des autorités françaises et notamment du président François Mitterrand.

## Soutien de la France avant 1990
Depuis les indépendances, la France a gardé une forte présence militaire et une influence politique majeure dans de nombreux pays africains, principalement des pays francophones. Ces liens militaires et politiques sont liés à des intérêts diplomatiques (votes aux Nations unies), économiques (approvisionnement dans des matériaux stratégiques tels que l'uranium, cobalt, etc. et fournitures de services), et culturels (maintien de la francophonie).
Les liens de la France avec le Rwanda datent des premières années de l'indépendance du Rwanda. Ancienne colonie belge, le Rwanda est considéré par la France comme un pays avec lequel il convient de tisser des liens afin de le rapprocher de sa zone d'influence francophone où il constitue un point-clef oriental, et l'éloigner des pays anglophones frontaliers (Ouganda, Tanzanie). Des accords de coopération civile sont signés en 1962. Un accord d'assistance militaire, mais toujours au titre de la coopération, est signé en 1975 entre la France et le Rwanda pour organiser et instruire la Gendarmerie rwandaise. Cet accord exclut que les militaires instructeurs français au Rwanda participent à des opérations de guerre ou de rétablissement de l'ordre.
La politique de la France au Rwanda est alors la même que celle qu'elle mène dans de nombreux pays d'Afrique : coopération au développement, contribution à la sécurité et à la stabilité du pays, soutien au régime en place. En 1983, l'accord d'assistance militaire est amendé : les coopérants militaires français au Rwanda portent désormais l'uniforme rwandais, avec un badge spécifique de leur mission. L'interdiction de participer à des opérations de guerre ou de maintien de l'ordre est également supprimée,. Puis, en 1992, alors que le gouvernement rwandais est en guerre civile depuis deux ans contre le Front patriotique rwandais (FPR), l'accord d'assistance militaire s'étend de la Gendarmerie à l'ensemble des Forces armées rwandaises (FAR). Cela ouvre alors à la France la possibilité d'agir militairement aux côtés des militaires rwandais sans que le parlement français en soit nécessairement informé, et bien qu'aucun accord de défense ne soit explicitement signé entre les deux États,. D'une manière générale, la politique suivie au Rwanda est directement définie par la Présidence de la République, assistée de l'état-major particulier du président de la République française.

## De 1990 à 1994, durant la guerre civile rwandaise

### La connaissance de la situation
À travers sa présence militaire, sa coopération technique, ses services diplomatiques et culturels, la France est en prise directe avec le point de vue et l'action des élites au pouvoir, et avec la réalité du pays en général. En 1990, une centaine de coopérants interviennent au Rwanda dans le cadre de l'enseignement, de la santé, du développement rural. La France finance l'équipement de l'aéroport de Kigali et fournit un Falcon 50 au Président du Rwanda, ainsi que la prise en charge de son équipage.
Le 1er octobre 1990, le FPR, sous la direction de Paul Kagame, lance une offensive depuis l'Ouganda contre le gouvernement de Kigali et déclenche ainsi la guerre civile rwandaise visant à restaurer les droits des Tutsis rwandais exilés dans les pays voisins après plus de quatre décennies de conflit interethnique. Estimant que le FPR n'a le soutien que d'une minorité de la population rwandaise et est soutenu par une puissance étrangère, en l'occurrence l'Ouganda anglophone, la France intervient en appui du gouvernement rwandais, du fait qu'elle considère que son inaction compromettrait la sécurité de l’ensemble des pays liés à la France et discréditerait sa garantie — le président François Mitterrand voyant dans le conflit « une lutte d'influence entre francophonie et anglophonie et entre la France et les États-Unis ». La Mission d'information parlementaire sur le Rwanda relate dans son rapport qu'une « attaque simulée sur Kigali servit non seulement de leurre pour déclencher l’intervention française, mais aussi de levier pour restaurer le régime dans sa plénitude »,. À côté de l'opération Noroît visant officiellement à évacuer des ressortissants français, une centaine de conseillers encadre l'armée rwandaise, y compris au sein de son état-major. Le FPR est repoussé et la répression s'abat sur les Tutsis, soupçonnés d'être favorables au FPR. Le risque de génocide est relevé par l'ambassadeur Martres,, et de nombreux documents internes[réf. à confirmer] font apparaître, selon Olivier Lanotte, un docteur en sciences politiques de l’Université catholique de Louvain, la connaissance étendue qu'avaient les autorités françaises des massacres de Tutsi, du développement de la campagne de haine contre les Tutsi.
En novembre 1990 le général Jean Varret, alors chef de la Mission militaire de coopération au Rwanda, rencontre le colonel Pierre-Célestin Rwagafilita — chef d’état-major de la gendarmerie rwandaise — qui lui déclare : « Je vous demande ces armes car je vais participer avec l'armée à la liquidation du problème. Le problème, il est très simple : les Tutsis ne sont pas très nombreux, on va les liquider. » Le général Varret rencontre le président Habyarama pour lui exprimer son indignation. Il fait également remonter l'information à l'ambassade de France au Rwanda et au ministère de la Coopération ; selon lui, l'alerte « ne suscite aucune réaction ».
Entre le 4 mars et le 9 mars 1992, un massacre de 150 à 300 Tutsis a lieu dans le district de Bugesera et préfigure la méthode qui sera suivie lors du génocide de 1994 : appels à la radio, convocation de la population pour le travail collectif, premiers massacres par des militaires ou des milices avant que l'ensemble de la population soit encouragée à participer aux tueries. Selon l'ambassadeur belge à Kigali, le massacre est organisé par un état-major secret chargé de l'extermination des Tutsis et il cite nommément huit proches du Président Habyarimana. La France se satisfait de l'explication du Président rwandais disant que ces exactions sont dues à des groupes incontrôlés, et ne s'associe pas à une démarche de protestation des ambassadeurs occidentaux qui demandent la constitution d'une enquête impartiale sur les responsabilités de massacres,. Devant la Mission d'information parlementaire sur le Rwanda, l'ambassadeur de France au Rwanda, Georges Martres, a affirmé s'être bien associé à la démarche commune des ambassadeurs et avoir retrouvé le télégramme prouvant ce fait. Il a été invité par le président de la Commission à fournir ce télégramme.
En 1993, la Fédération internationale pour les droits humains publie un rapport dénonçant les escadrons de la mort en lien avec le Président Habyarimana, sa femme et les ultras du régime. Si ce rapport suscite quelque émoi en Belgique, il ne provoque aucune réaction en France où l'on estime que les exactions contre les Tutsis sont dues à une frange d'extrémistes Hutus et qu'elles contribuent à alimenter la propagande du FPR contre le gouvernement rwandais. Parallèlement au conflit avec le FPR, Le Rwanda connaît des difficultés budgétaires, aggravées par une augmentation de ses dépenses militaires, et reçoit une aide financière substantielle de la France et de la Belgique entre 1991 et 1993.

### Les liens politiques
Le 20 juin 1990, le président François Mitterrand prononce le discours de La Baule devant les représentants de 37 pays africains, assurant ceux-ci du soutien de la France, mais conditionnant ce soutien à une démocratisation des régimes politiques. Le 5 juillet 1990, le président Habyarimana annonce la fin du cumul entre sa fonction de président de la République et celle de président du parti unique MRND, ainsi que l’amorce d’un processus démocratique avec la reconnaissance du multipartisme. Le soutien de la France se maintient pendant la période 1990-1994 malgré les exactions du régime, ce qui a pu conduire le gouvernement rwandais à la conviction d'avoir la France derrière lui, quoi qu'il arrive.
Au cours de cette période, et principalement sous l'impulsion du président François Mitterrand, « la France a fourni régulièrement au Rwanda de 1990 à 1994 matériel, armements et munitions ». Pour la journaliste Laure de Vulpian, les massacres de Tutsi et d'opposants politiques par les Forces armées rwandaises dans plusieurs circonstances ne suscitent pas de réactions. Les autorités françaises n'exercent jusqu'en 1993 que très peu de pression pour inciter le gouvernement rwandais à la modération. Certains de ses représentants comme le ministre Marcel Debarge encouragent la constitution d'un front des Hutu. Cette proposition sera perçue comme encourageant[non neutre] la constitution du Hutu Power radical par ceux qui dénoncent la complicité de la France.
Selon Olivier Lanotte, la France fut très peu active dans le processus d'Arusha.
Pour le président tutsi du Rwanda Paul Kagame, le massacre des Tutsis a nécessairement supposé un appui militaire étranger étant donné la situation rwandaise des deux dernières décennies.

### Le soutien militaire et financier
Entre 1990 et 1994, principalement grâce au soutien de la France, l'armée rwandaise passe de 5 500 à 35 000 hommes. Pendant cette période, la France a fourni la plupart des armes lourdes, des véhicules d'assaut et des hélicoptères utilisés par le gouvernement rwandais pendant la guerre contre le FPR, par plusieurs canaux (vente d'armes par des groupes installés en France, cessions directes et indirectes de matériels de l'Armée française). Les armes légères sont fournies par la France, l'Égypte ou l'Afrique du Sud.
En 1991, la France envoie un DAMI (détachement d'assistance militaire et d'instruction) d'une trentaine d'instructeurs militaires au Rwanda, afin de renforcer la formation de l'armée rwandaise. L'amiral Lanxade, chef d'état-major particulier du Président Mitterrand, précise que cette aide doit s'accompagner d'initiatives devant pousser le Président Habyarimana à une ouverture envers l'opposition et à un règlement de la question des réfugiés Tutsis. Le rôle du DAMI ne se limite pas à des actions de formation de l'armée rwandaise, mais englobe également des conseils apportés à l'état-major rwandais pour lutter contre le FPR. En février 1992, le MDR, parti d'opposition, diffuse un tract protestant contre la nomination du chef du DAMI comme conseiller direct du Président de la République rwandaise. La France dément, mais l'amiral Lanxade nomme néanmoins un conseiller militaire auprès du chef d'état-major de l'armée rwandaise. Les effectifs du DAMI passent à une soixantaine d'hommes en 1992, puis à une centaine en 1993. Leur rôle de conseil des Forces armées rwandaises sur la ligne de front avec le FPR prend avec le temps une importance accrue, et ponctuellement, les éléments du DAMI participent au combat contre le FPR aux côtés de l'armée rwandaise. C'est le cas en particulier en juin 1992, à la suite d'une deuxième offensive du FPR dans la région de Byumba, où des échanges d'artillerie ont lieu entre le FPR et l'armée rwandaise. Si les militaires français se défendent d'avoir eux-mêmes actionné le feu, ce sont néanmoins eux qui règlent les tirs.
Selon Oliver Lanotte, les instructeurs français entraînent des troupes militaires rwandaises, mais également des miliciens civils,. Des miliciens Interahamwe[non neutre] ont pu aussi être formés par les conseillers français, notamment dans le camp de Bagogwe.
Certains militaires sur le terrain s'inquiètent du rôle qu'on veut leur faire jouer. Ainsi, le général Varret, chef de la Mission militaire de coopération, rappelle au DAMI en mai 1992 son strict rôle d'instruction et que tout dépassement de ce rôle serait sanctionné. En février 1993, on lui annonce qu'on lui retire le commandement des DAMI au motif que ses instructions ne sont pas les bonnes. Il est remplacé peu après par le général Huchon, adjoint du chef d’état-major particulier du Président de la République, le général Quesnot.
En février 1993, le FPR rompt une nouvelle fois le cessez-le-feu, et la France annonce un renforcement de l'opération Noroît. Le FPR accepte peu après de démilitariser la zone qu'il a conquise à condition que la France se retire du Rwanda, compromis négocié dans le cadre des Accords d'Arusha.
Cet engagement de la France au Rwanda passe totalement inaperçu de l'opinion publique française,, en une période où elle est principalement préoccupée de la guerre due à la dislocation de la Yougoslavie, de la fin de l'Union soviétique ou de la réunification de l'Allemagne. Dans le même temps, la France pousse le Président Habyarimana à négocier un compromis avec le FPR, ce qui conduira aux accords d'Arusha. Cependant, parallèlement aux négociations auxquelles il se plie, le parti présidentiel joue un double jeu, en s'appuyant sur des milices exerçant des actions violentes envers les Tutsis ou les partis politiques favorables aux négociations.
Selon Olivier Lanotte, les armes fournies au Rwanda ont eu un impact sur le génocide, les Forces armées rwandaises alimentant les miliciens en armes dès le début du génocide,.
Des militaires français ont contribué aux contrôles de cartes d'identité entre octobre 1990 et 1993, mais alors que des Tutsis ont parfois été assassinés à des barrages tenus par des miliciens rwandais, rien ne permet d'affirmer que ce fut le cas aux barrages tenus par des soldats français.
Plus généralement, Olivier Lanotte avance que les autorités françaises ont gardé ces engagements militaires largement secrets pendant cette période.

## Pendant le génocide

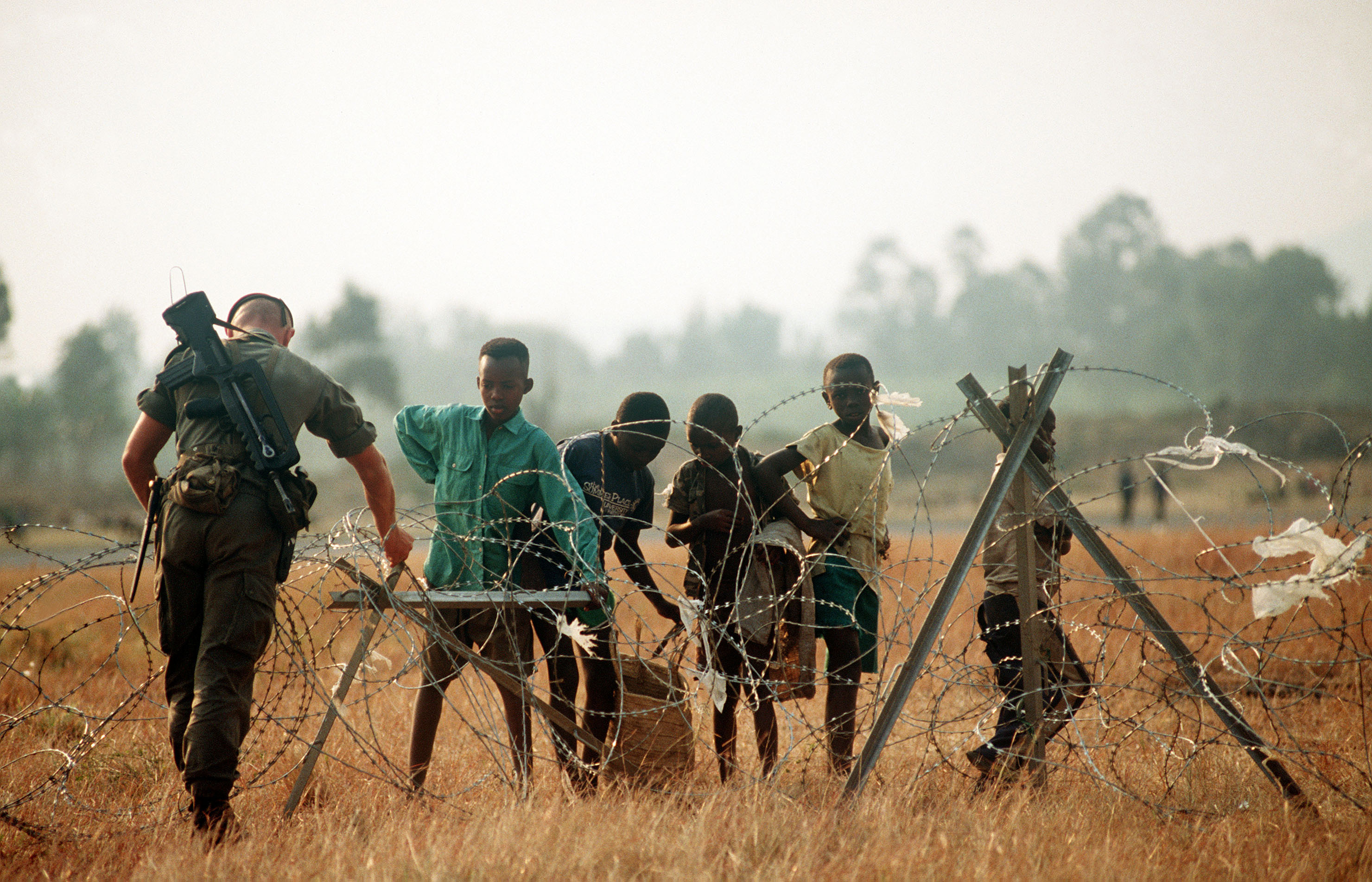
Un soldat français, membre des forces internationales soutenant les efforts de secours pour les réfugiés Hutus rwandais, ajuste le fil concertina entourant l'aéroport de Goma (aout 1994).

Le 8 avril 1994, deux jours après l'attentat qui coûta la vie au président rwandais Habyarimana et au président burundais Cyprien Ntaryamira et alors que les tueries ont déjà débuté à Kigali, se tient à l'ambassade de France une réunion dans le but de former un nouveau gouvernement intérimaire. Officiellement, il s'agit d'une formation se conformant aux accords d'Arusha qui prévoit une répartition du pouvoir entre les différentes formations politiques. En fait, seules les personnalités les plus radicales sont présentes, les personnalités modérées étant en fuite ou déjà assassinées. Le FPR n'y est pas représenté.
Les derniers soldats français quittent le Rwanda aux premiers jours du génocide, à l'issue de l'opération Amaryllis.
Le 27 avril 1994, L'Élysée et Matignon reçoivent une délégation du gouvernement intérimaire rwandais, constituée de Jean Bosco Barayagwiza, chef de la CDR (parti extrémiste ayant rejeté les accords d'Arusha), et de Jérôme Bicamumpaka, Ministre des Affaires étrangères. L'objectif recherché, selon la France, vise à amener les belligérants à la conclusion d’un accord négocié. Néanmoins, la Mission d'information parlementaire sur le Rwanda a souligné que « cette approche suppose toutefois que l’on se trouve dans une logique classique de guerre ou d’affrontements. Or, en la circonstance, on peut s’interroger sur l’opportunité d’avoir, certes dans la perspective louable de la conclusion d’un cessez-le-feu, reçu, le 27 avril, le représentant du parti extrémiste hutu de la CDR, exclu des institutions d’Arusha, et le Ministre des Affaires étrangères d’un Gouvernement intérimaire, sous la responsabilité duquel se déroulaient des massacres à grande échelle qui seront, quinze jours plus tard, qualifiés officiellement par la France de génocide ».
Le 15 mai 1994 et le 18 mai, Alain Juppé, ministre des Affaires Étrangères, utilise explicitement le terme de génocide. L'attitude de la Présidence française vis-à-vis du gouvernement intérimaire rwandais paraît s'infléchir vers la mi-juin. En témoigne Jean-Hervé Bradol, responsable de MSF, qui déclare au journal télévisé de TF1 le 16 mai 1994 : « Les gens qui massacrent aujourd'hui, qui mettent en œuvre cette politique planifiée et systématique d'extermination sont financés, entraînés et armés par la France »,. Il est reçu, avec Philippe Biberson, président de MSF, le 19 mai par la cellule africaine de l'Élysée qui leur reproche les propos tenus par MSF vis-à-vis de la France, et qui prétend ne pas pouvoir peser sur les responsables rwandais pour arrêter les massacres faute de pouvoir les joindre. Cependant, le 14 juin, ils sont reçus directement par le Président de la République, M. Mitterrand, qui qualifie le gouvernement intérimaire rwandais de « bande d’assassins », et déclare de Mme Agathe Habyarimana : « Elle a le diable au corps, si elle le pouvait, elle continuerait à lancer des appels aux massacres à partir des radios françaises. Elle est très difficile à contrôler ». Ce n'est qu'à partir du 7 juillet que le gouvernement intérimaire est considéré par la France comme totalement discrédité.

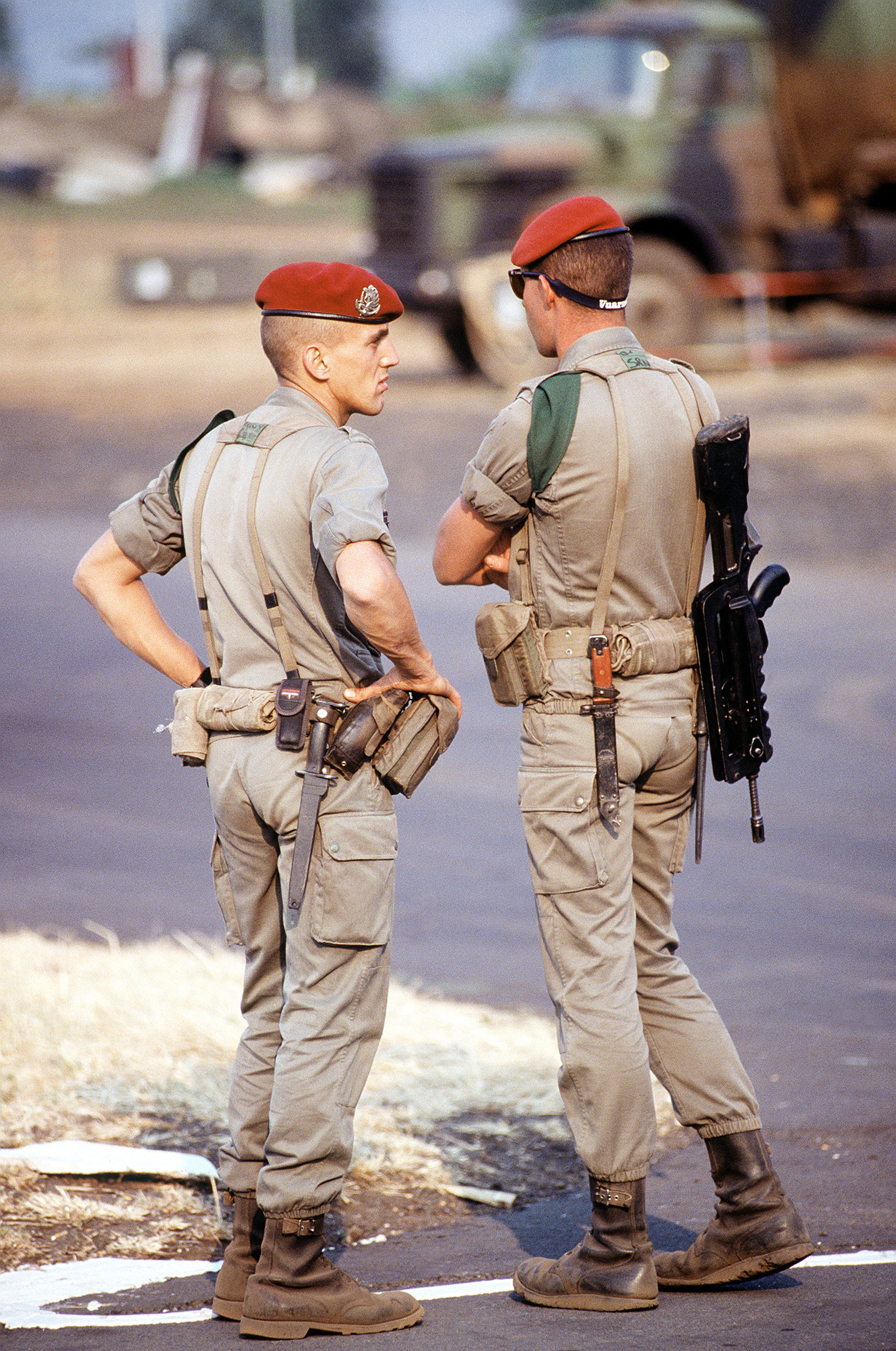
Parachutistes français à l'aéroport de Kigali, 14 août 1994.

La question de savoir si la France a continué à fournir des armes au gouvernement intérimaire après le 6 avril 1994, date du début du génocide, et surtout après le 17 mai, date de l'embargo imposé par l'ONU, est l'objet de débats. Officiellement, le gouvernement français a cessé toute livraison le 8 avril, date du début de l'offensive du FPR. La date du 8 avril est également celle donnée par les autorités françaises à une commission d'enquête de l'ONU. Cependant, quelques mois plus tard, voulant savoir si la France avait continué à livrer des armes aux FAR après le 6 avril 1994, M. Bernard Debré, ministre de la Coopération, a posé la question à M. François Mitterrand qui lui répondit : « Vous croyez que le monde s’est réveillé le 7 avril, au matin, en se disant : Aujourd’hui, le génocide commence ? Cette notion de génocide ne s’est imposée que plusieurs semaines après le 6 avril 1994 », laissant entendre que les livraisons d'armes se sont poursuivies. Lors de son audition par la Commission de la défense de l’Assemblée Nationale sur la politique de la France au Rwanda, le 16 avril 2014, Hubert Védrine, qui était en 1994 secrétaire général de la Présidence française, reconnaît implicitement que des armes ont été livrées aux Forces armées rwandaises après le 8 avril 1994 pour résister à l'offensive du FPR, en totale contradiction avec les affirmations de Édouard Balladur quinze ans plus tôt. Selon la revue XXI, ces livraisons d'armes se seraient poursuivies jusqu'à l'opération Turquoise où l'ordre aurait été donné de réarmer les Hutus en fuite qui franchissaient la frontière.
Les chefs génocidaires s'échappent du Rwanda à la fin du génocide, passant par la zone sécurisée par l'opération turquoise. Le sort des génocidaires fait l'objet de débats à l’Élysée et au Quai d'Orsay. Il est décidé de ne pas arrêter les génocidaires, car l'opération Turquoise agissant sur la base d'un mandat des Nations unies, n'avait pas le droit de les arrêter ; les Américains, qui comptaient brouiller la Radio Mille Collines, renoncent à le faire pour la même raison. Un autre argument avancé est qu'il aurait alors fallu arrêter tous les génocidaires, c'est-à-dire des centaines ou des milliers de hutus qui passaient dans la zone[réf. nécessaire]. Bernard Emié rédige un télégramme diplomatique enjoignant aux militaires français de laisser les membres du gouvernement rwandais s'enfuir au Zaïre,.
Même si les circuits officiels sont fermés, il est possible de procéder de façon plus détournée. Ainsi, pendant toute la durée du génocide, le gouvernement rwandais obtient des munitions et armements de sociétés privées de diverses nationalités. Les munitions sont censées être destinées au Zaïre, mais arrivent à Goma, proche du Rwanda et traversent la frontière. Certaines livraisons se poursuivent après l'embargo du 17 mai et jusqu'en juillet. Bien que la résolution 918 du Conseil de sécurité demande aux États membres d'empêcher la vente ou la livraison d'armes au Rwanda, les forces françaises, présentes à Goma, ne procéderont à aucune saisie, sous le prétexte qu'elles ne sont pas mandatées pour contrôler ce que transportent des avions privés affrétés par des sociétés civiles. Pour la Mission d'information parlementaire sur le Rwanda, « qu’il y ait eu du trafic d’armes incontrôlé, cela est plus que probable [...]. L’Afrique est aujourd’hui remplie d’armes venues du trafic et il est illusoire de prétendre pouvoir un jour arriver à contrôler et sanctionner ces flux illicites. En revanche, la violation de l’embargo et les exportations illégales d’armements, qui auraient été connues des autorités françaises et qu’elles auraient laissées se produire n’ont pas été démontrées ».
La France demande l'autorisation aux Nations unies de lancer une opération humanitaire qui vise à sécuriser une partie du territoire rwandais. Le 22 juin, trois mois après les tueries, la France lance l'opération Turquoise grâce à la résolution 929 du Conseil de sécurité. Les anciens responsables français et la mission d'information parlementaire sur le Rwanda ont toujours insisté sur le caractère strictement humanitaire de l'opération. À l'inverse, le lieutenant-colonel Guillaume Ancel, alors capitaine de la Force d'Action Rapide intégré dans une compagnie de la légion étrangère pendant l'opération Turquoise, affirme que cette intervention avait un but initial clairement offensif contre le FPR, pour sauver le gouvernement hutu. Il témoigne que de nombreuses armes et de l'argent ont été livrés par la France aux Forces armées rwandaises, alors même que leur rôle central dans le génocide aurait été mis en évidence par la DGSE au plus haut niveau de l'État. Son témoignage a été violemment contesté par le colonel Jacques Hogard, fondateur de l'association France Turquoise, mais la publication de documents et de témoignages concordants révèlent des zones d'ombre sur le rôle de la France dans le drame rwandais. Ces témoignages renforcent la thèse soutenue notamment par le grand reporter Patrick de Saint-Exupéry et la journaliste Laure de Vulpian de l'engagement « de l’État français aux côtés du régime hutu, y compris pendant l’opération Turquoise ».

## Relations diplomatiques
Après le mandat de François Mitterrand, les relations entre le Rwanda et la France ont été régulièrement tendues du fait, que le gouvernement rwandais estime que la France refusait de reconnaître son rôle dans le génocide. Les tensions diplomatiques sont particulièrement marquées lors de la rupture des relations par le Rwanda avec la France le 24 novembre 2006, à la suite de la recommandation du juge Jean-Louis Bruguière de poursuivre le président Paul Kagame devant le tribunal pénal international pour le Rwanda (TPIR) pour sa « participation présumée » à l'attentat contre l’avion du président rwandais Juvénal Habyarimana. En réponse, le président Paul Kagamé met lui-même en place une commission d'enquête.
- Mandat Mitterrand (1981-1995)

Entre 1990 et 1994, le président François Mitterrand entretient une relation privilégiée avec le président hutu Juvénal Habyarimana selon une note de son Premier ministre Michel Rocard. Il souhaite également à travers les relations diplomatiques avec le Rwanda impulser une nouvelle politique africaine. Dès 1990, il lance une mission militaire, l'Opération Noroît. Dès 1992, les signaux d'alarme quant au durcissement d'une partie du régime hutu s'accélèrent. Conseillé par son secrétaire général Hubert Védrine, et son chef d'état major particulier, le général Christian Quesnot, François Mitterrand cantonne ses décisions autour de ce cercle restreint et assure un soutien actif au président Habyarimana. Lors d'une interview en septembre 1994, il justifie cette proximité du fait que le Président Juvénal Habyarimana est membre de l'Organisation de l'Unité africaine et de l'ONU et qu'il représentait à Kigali une ethnie à 80 % majoritaire. Alain Juppé, ministre des Affaires étrangères du président socialiste François Mitterrand entre 1993 et 1995, au sein du gouvernement de cohabitation dirigé par Édouard Balladur fut le premier, en mai 1994, à employer le terme de « génocide » pour décrire l'extermination perpétrée contre les Tutsis du Rwanda. A la fin du génocide, en juillet 1994, le Rwanda est un pays dévasté tant sur le plan humain qu'économique. Deux mois après le début des massacres, Mitterrand utilise le mot « génocide perpétré par des Hutus » mais l'attribue non pas à quelque chose de systémique mais à la « folie qui s'est emparée d'eux après l'assassinat de leur président ». Le mois suivant, il déclare que « La France n'a aucune responsabilité dans ce drame ».
Lors du sommet franco-africain à Biarritz en novembre 1994, Kigali n’est pas invité. Lors de son discours François Mitterrand évoque « le génocide », la retranscription remise à la presse mentionne « des génocides ». Cette confusion entre le singulier et le pluriel va empoisonner les relations entre les deux pays, déjà très tendues. Selon le journaliste spécialiste de l’Afrique, Antoine Glaser, les événements de 1994 sont le plus grand échec de François Mitterrand en Afrique en déclarant « il y a eu un vrai manque de vision, de compréhension, avec toujours ce mépris et cette arrogance envers l'Afrique ».
- Mandat Sarkozy (2007-2012)

Les relations diplomatiques avec la France sont rétablies le 29 novembre 2009 selon la volonté du président français Nicolas Sarkozy et de Bernard Kouchner, ministre des Affaires Étrangères. Le président Nicolas Sarkozy déclare « Dès mon élection, je m’intéresse au Rwanda. Ma conviction est que la France n’est pas coupable de génocide mais qu’elle a fait de graves erreurs en 1994. » marquant ainsi une reconnaissance publique inédite. Nicolas Sarkozy devient le premier président à revenir au Rwanda le 25 février 2010. Paul Kagame est reçu officiellement par Paris en septembre 2011. Cette voie de normalisation est particulièrement critiquée par Alain Juppé qui boycotte cette visite et à plusieurs reprises sur son blog et dans des courriers publics dénonce l'évocation de la responsabilité de la France dans les événements de 1994 comme étant une « réécriture de l’histoire » commanditée par le Rwanda. En 2012, les relations diplomatiques s'interrompent à nouveau du fait que Nicolas Sarkozy doit s’assurer du soutien d’Alain Juppé dans la perspective de l’élection présidentielle.
Le 29 octobre 2017 Le Monde publie un article dans lequel Louise Mushikiwabo (chef de la diplomatie rwandaise) incite fortement la France à avouer son implication dans le génocide rwandais.
- Mandat Hollande (2012-2017)

Le mandat du président François Hollande est marqué à nouveau par une absence de relations diplomatiques. Début avril 2014, François Hollande et le chef de l’État rwandais Paul Kagame se rencontrent une première fois lors d’un sommet Europe-Afrique à Bruxelles. Le président François Hollande déclare « Paul Kagame était dans une démarche constructive, (…) La question du génocide n’a pas été abordée directement. ». À la veille des commémorations du 20e anniversaire du génocide dans un entretien accordé au magazine Jeune Afrique, le dirigeant rwandais fustige de nouveau « le rôle direct de la France dans la préparation politique du génocide et la participation de cette dernière à son exécution même ». Alain Juppé, alors ministre des Affaires étrangères interpelle François Hollande à défendre l’honneur de la France après ces accusations. En guise de réponse diplomatique, la présence à Kigali de la garde des sceaux, Christiane Taubira à l'occasion des commémorations est annulée,. En 2015, François Hollande annonce la déclassification des archives du fonds François Mitterrand, mais leur accès reste très limité par la mandataire du fonds, Dominique Bertinotti, souvent accusée de verrouiller ces archives. En 2017, l’ouverture de certaines archives est refusée par le Conseil constitutionnel présidé par Laurent Fabius à la suite de la demande du physicien François Graner. Ce dernier contestait le droit de Dominique Bertinotti, de lui refuser l’accès à certaines archives relatives à la période du génocide des Tutsis du Rwanda. Il déclare « On n'attend pas de scoop de ces archives, dont certaines sont déjà connues », a souligné François Graner à l'Agence France-Presse « Mais on veut pouvoir faire un travail de fond, sérieux, serein, pour comprendre ce que chacun savait à ce moment de l'Histoire. ».
- Mandat Macron (2017-2022)

En avril 2019, le président français Emmanuel Macron annonce l'ouverture des archives françaises concernant le Rwanda entre 1990 et 1994 à une commission d'historiens et un renforcement des moyens judiciaires pour poursuivre d'éventuels génocidaires qui se trouveraient en France. Les archives concernées comprennent notamment des notes rédigées par les conseillers du Président Mitterrand et des comptes-rendus de réunions du gouvernement. Elles sont couvertes par un protocole qui ne prévoit leur ouverture générale au public que 60 ans après sa signature, soit en 2055. Ce volet est sensible, car plusieurs personnes sont soupçonnées dont Agathe Kanziga, veuve de Juvénal Habyarimana, que la justice française refuse d'extrader en 2011 et souvent présentée comme étant une complice dans l'organisation du génocide.
En juin 2020, le Conseil d'État estime que François Graner a « un intérêt légitime à consulter ces archives pour nourrir ses recherches historiques et éclairer ainsi le débat sur une question d'intérêt public ». Cette décision est saluée par l'avocat de François Graner, Me Patrice Spinosi qui constitue « une victoire pour le droit mais aussi pour l'Histoire » estimant que « le droit à l'information l'avait emporté ».

Le 26 mars 2021, la commission française d’historiens sur le rôle de la France au Rwanda (Commission Duclert) rend ses conclusions. Cette étude documente l'implication de la France au Rwanda entre 1990 et 1994. Le document reconnait la responsabilité « politique, institutionnelle, intellectuelle, morale et cognitive » de la France et principalement du président de l'époque, François Mitterrand, dans le génocide. Néanmoins, le rapport réfute les accusations de complicité de génocide portées contre la France. Macron annonce l'ouverture prochaine des « deux principaux fonds d'archives » français sur le génocide. La publication du rapport est saluée positivement par le Rwanda,. Le ministre rwandais des affaires étrangères, Vincent Biruta, déclare le 19 avril 2021 :

« Je pense que la France n’a pas participé à la planification du génocide et que les Français n’ont pas participé aux tueries et aux exactions. La France, en tant qu’État, n’a pas fait cela. Si la complicité se définit par ce que je viens de dire, alors l’État français n’est pas complice. »

Le 27 mai 2021, le président Macron, en visite officielle au Rwanda, reconnaît la « responsabilité accablante » de la France dans le génocide, quand « en s'engageant dès 1990 […] la France n'a su entendre la voix de ceux qui l'avaient mise en garde », affirmant le devoir « de regarder l'histoire en face et de reconnaître la part de souffrance qu'elle a infligée au peuple rwandais en faisant trop longtemps prévaloir le silence. » Il ajoute, :

« Reconnaître ce passé, c’est aussi et surtout poursuivre l’œuvre de justice. En nous engageant à ce qu’aucune personne soupçonnée de crimes de génocide ne puisse échapper au travail des juges.
Reconnaître ce passé, notre responsabilité, est un geste sans contrepartie. Exigence envers nous-mêmes et pour nous-mêmes. Dette envers les victimes après tant de silences passés. »

Il déclare également, comme préconisé par le rapport, que la France n'a pas été complice du génocide et ne prononce pas d'excuses (bien que des associations et spécialistes le souhaitaient), mais dit toutefois : « Seuls ceux qui ont traversé la nuit peuvent peut-être pardonner, nous faire le don alors de nous pardonner »,. Le président Kagame réagit le même jour lors de la conférence de presse commune par ces mots : « C’était un discours puissant, avec une signification particulière pour ce qu’il se passe aujourd’hui et qui résonnera bien au-delà du Rwanda. Ses mots avaient plus de valeur que des excuses. Ils étaient la vérité ».
Une dizaine de jours après la publication du rapport Duclert, Alain Juppé salue un rapport « qui fait avancer la vérité » et reconnaît une seule erreur personnelle – celle « de croire la réconciliation encore faisable en mai-juin-juillet 1994, alors que l’horreur du génocide déclenché en avril la rendait impossible ». À l'instar d'Hubert Védrine qui considère que le rapport écarte toute complicité de la France dans le génocide et que tout acte de repentance n'a pas lieu d'être.
Le 4 avril 2024, le Président Macron déclare publiquement que la France et ses alliés « occidentaux et africains » « aurait pu arrêter le génocide » mais « n'en n'a pas eu la volonté ».

## Chronologie du débat sur le rôle de la France dans le génocide des Tutsis
- Le 28 janvier 1993, Jean Carbonare, président de l’association Survie annonce sur France 2 au journal télévisé que la France par son engagement au Rwanda peut empêcher un « crime contre l'humanité » ou un « génocide » qui se prépare[109].
- Le 16 mai 1994, interrogé par Patrick Poivre d'Arvor sur TF1, le docteur Jean-Hervé Bradol, de Médecins sans frontières, dénonce les responsabilités de la France dans le génocide des Tutsi[110].
- Les 12 et 14 janvier 1998, Le Figaro publie une série d'articles de Patrick de Saint-Exupéry qui mettent en cause le rôle de la France dans certains événements du génocide des Tutsi[111].
- En mars 1998, sous le gouvernement de Lionel Jospin, une mission d'information parlementaire sur le génocide des Tutsi au Rwanda est mise en place[112]. L'instruction de la plainte des familles des pilotes de l'avion abattu du Président Habyarimana est prise en charge par le juge Jean-Louis Bruguière.
- En novembre 2001, le Collectif des parties civiles pour le Rwanda (CPCR) est créé par Alain et Dafroza Gauthier. Ce collectif poursuit les présumés génocidaires réfugiés en France[113].
- En mars 2004, un collectif de citoyens français initient une commission d'enquête citoyenne sur l'implication de la France dans le génocide des Tutsi[114].
- En juin 2004, puis février 2005, des Rwandais portent plainte contre X devant la justice française, X étant des militaires français de l'opération Turquoise[115].
- En août 2008, le Rwanda publie un rapport, dit « rapport Mucyo », intitulé : « Commission nationale indépendante chargée de rassembler les preuves montrant l’implication de l’État français dans le génocide perpétré au Rwanda en 1994 » et daté de novembre 2007[116].
- En 2010, en visite à Kigali, le président Nicolas Sarkozy déclare que « des erreurs d'appréciations, des erreurs politiques ont été commises ici et ont eu des conséquences absolument dramatiques »[117].
- En 2014, à l'occasion du vingtième anniversaire du génocide, le président François Hollande promet d'ouvrir les archives françaises sur le Rwanda.
- En juillet 2014, l'ancien ministre de la Défense, François Léotard, propose que toutes les archives concernant le rôle de France au Rwanda soient déclassifiées[118].
- En août 2014, Guillaume Ancel publie une tribune dans Le Monde appelant à une commission d'enquête sur le rôle de la France dans le génocide des Tutsi du Rwanda[119],[120].
- Le secrétaire général de l'Élysée annonce en avril 2015, 21e anniversaire du début du génocide, que de nouveaux documents seront déclassifiés[121].
- En juin 2017, la revue XXI publie un article reprenant le témoignage anonyme d'un haut fonctionnaire chargé d'examiner les documents à déclassifier. Il indique que les documents comportent des pièces indiquant que des ordres avaient été donnés aux militaires français de réarmer les forces hutus franchissant la frontière entre le Rwanda et la RDC, et qu'« il serait très problématique pour les personnes concernées par cette affaire que ces documents soient communiqués »[122],[123].
- En mars 2018, le journal Le Monde publie un ensemble d'articles qui relance l'hypothèse d'un soutien direct des génocidaires par l'État français avant, pendant et après le génocide[124],[125],[126],[127],[128]. Ces articles s'appuient notamment sur la publication du témoignage de Guillaume Ancel, officier français ayant participé à l'opération Turquoise[129].
- En mars 2019, la cellule investigation de Radio France, Mediapart[22]et le journaliste Laurent Larcher[130]publient plusieurs témoignages sur le rôle de la France:
  - le général Jean Varret, chef de la mission de coopération de 1990 à 1993, déclare avoir recueilli et transmis à ses supérieurs des déclarations du chef des armées rwandais en novembre 1990 sur sa volonté de tuer tous les Tutsi ;
  - Walfroy Dauchy, logisticien de la Croix Rouge à Goma de juillet à octobre 1994, explique avoir été témoin de la livraison d'armes aux génocidaires à partir de l'aéroport de Goma, avec la complicité des autorités françaises ;
  - l'amiral Jacques Lanxade contredit ces informations en affirmant qu'il n'a jamais été question de la possibilité d'un génocide avant mai 1994.
- Le 5 avril 2019, Emmanuel Macron reçoit une délégation de l'association de rescapés Ibuka au Palais de l'Élysée et annonce « la mise en place d’une commission d’historiens et de chercheurs chargée de mener un travail de fond centré sur l’étude de toutes les archives françaises concernant le Rwanda entre 1990 et 1994 »[131].
- En mai 2019, vingt-trois anciens ministres et Premier ministres socialistes, dont Bernard Cazeneuve, Édith Cresson, Paul Quilès et Hubert Védrine, envoient une lettre commune à Olivier Faure, premier secrétaire du Parti socialiste, en lui demandant de désavouer Raphaël Glucksmann, tête de la liste commune PS-Place publique pour les élections européennes. Ce dernier, co-auteur en 2004 du documentaire Tuez-les tous !, réitère en effet en janvier et avril 2019 sa position déjà ancienne, à savoir que François Mitterrand a été complice du génocide des Tutsis du Rwanda[132],[133],[134].
- En mai 2019, colloque international au Centre de la mémoire d'Oradour-sur-Glane, réunissant rescapés, témoins, historiens[135].
- 12 juin 2020 : le Conseil d'État, saisi par François Graner, chercheur universitaire et proche de l'association Survie, autorise la consultation temporaire anticipée de certains dossiers de Mitterrand et de son conseiller Bruno Delaye conservés aux archives nationales, seulement accessibles en 2055[136],[137].
- 26 mars 2021 : une Commission française d’historiens sur le rôle de la France au Rwanda, mise en place par Emmanuel Macron, lui remet son rapport final. Elle conclut à une responsabilité lourde du pouvoir français, qui a été parfaitement informé de la situation au Rwanda, qui a laissé faire des livraisons d'armes par des industriels français aux extrémistes hutus, et qui a laissé le génocide s'opérer. Pour la commission, les motivations du pouvoir français ne sont pas une volonté d'aider à un génocide des tutsi, mais la volonté de maintenir un soutien politique et militaire au régime rwandais jugé légitime par Paris. L’« ennemi » tutsi, lui semble mener une guérilla pilotée de l'extérieur, de l’Ouganda anglophone. Le pouvoir français veut défendre, comme dans d'autres régions d'Afrique, un régime qu'il considère comme un régime ami, ainsi que l'influence française au Rwanda[138]. Le rapport note en conclusion : « cet alignement sur le pouvoir rwandais procède d'une volonté du chef de l'État et de la présidence de la République »[139].
- 14 novembre 2024 : le tribunal administratif de Paris se déclare incompétent pour juger de la responsabilité de l'État français dans le génocide[140].

### Rapports de commissions d'enquêtes
- Paul Quilès (dir.), Pierre Brana et Bernard Cazeneuve (rapporteurs), Mission d'information parlementaire sur le Rwanda, Rapport d'information sur les opérations militaires menées par la France, d'autres pays et l'ONU au Rwanda entre 1990 et 1994, Paris, Assemblée nationale (no 1271), décembre 1998 (lire en ligne).
- Laure Coret (dir.) et François-Xavier Verschave (dir.), Commission d'enquête citoyenne sur l'implication de la France au Rwanda, L'horreur qui nous prend au visage : L'État français et le génocide au Rwanda (rapport), Paris, Khartala, 2005, 592 p. (lire en ligne).
- (en) Union africaine, Un génocide évitable (rapport), 2000 (lire en ligne).
- Vincent Duclert, Commission de recherche sur les archives françaises relatives au Rwanda et au génocide des Tutsi, La France, le Rwanda et le génocide des Tutsi (1990-1994) (rapport), 26 mars 2021 (lire en ligne).

### Ouvrages
- Human Rights Watch et Fédération internationale des ligues des droits de l'homme, Aucun témoin ne doit survivre, Paris, Editions Karthala, coll. « Hommes et sociétés », 1999, 936 p. (ISBN 978-2-86537-937-8, DOI 10.3917/kart.hrw.1999.01, lire en ligne).
- Association survie, Dossier Noir n°1 - Rwanda : depuis le 7 avril 1994, la France choisit le camp du génocide, 1996 (lire en ligne).
- Agir ici et Survie, L'Afrique à Biarritz : Mise en examen de la politique francaise : (Biarritz, 8 et 9 novembre 1994), Paris, Karthala, 1995, 170 p. (ISBN 978-2-86537-560-8).
- Agir ici et Survie, Rwanda : la France choisit le camp du génocide, volume 1-5, Dossiers Noirs de la politique africaine de la France, Paris, L'Harmattan, 1996.
- David Ambrosetti, La France au Rwanda : Un discours de légitimation morale, Paris, Karthala, 2001, 160 p. (ISBN 9782845861190, présentation en ligne).
- Guillaume Ancel, Vents sombres sur le lac Kivu, TheBookEdition, 2014
- Guillaume Ancel, Rwanda, la fin du silence : témoignage d'un officier français, Paris, Les Belles Lettres, coll. « Mémoires de Guerre », 2018, 224 p. (ISBN 978-2-251-44804-6) (préface de Stéphane Audoin-Rouzeau)
- Jacques Attali, C'était François Mitterrand, Paris, Fayard, 2 novembre 2005, 446 p. (ISBN 2-213-62740-1)
- Stéphane Audoin-Rouzeau, Une initiation : Rwanda 1994-2016, Paris, Seuil, 2017, 173 p. (ISBN 978-2-021-30851-8).
- Mehdi Ba, Rwanda, un génocide français, L'Esprit frappeur, 1997, 111 p.
- Bruno Boudiguet, Vendredi 13 à Bisesero - La question de la participation française dans le génocide des Tutsis Rwandais - 15 avril-22 juin 1994, Aviso, Paris, 450 p.
- Benoît Collombat et David Servenay, « Au nom de la France » : Guerres secrètes au Rwanda, La Découverte, 2014, 309 p.
- Catherine Coquio, Guerre coloniale française et génocide rwandais : l’implication de l’État français et sa négation. Relectures d'histoires coloniales, Cahiers d’histoire. Revue d’histoire critique, no 99, 2006. disponible en ligne sans les notes.
- Catherine Coquio, Nathan Réra, François Robinet (et alii), Rwanda, 1994-2014. Histoire, mémoires et récits, Dijon, Presses du Réel, 2017, 544 p.
- Jean-Pierre Cosse, Alain Juppé et le Rwanda, L'Harmattan, 2014, 566 p.
- Jean-Pierre Chrétien, France-Rwanda : le cercle vicieux, Politique africaine, mars 2009
- Raphaël Doridant et François Graner, L'État français et le génocide des Tutsis au Rwanda, Marseille, Agone, coll. « Dossiers noirs », 2020, 513 p. (ISBN 978-2-7489-0393-5).
- Vincent Duclert, La France face au génocide des Tutsi : Le grand scandale de la Ve République, Paris, Tallandier, 2024, 633 p. (ISBN 979-10-210-5066-2).
- Jean-François Dupaquier, L’Agenda du génocide. Le témoignage de Richard Mugenzi ex-espion rwandais, Karthala, Paris, 2010, 372 p.
- Jean-François Dupaquier, Politiques, militaires et mercenaires français au Rwanda – Chronique d’une désinformation, Karthala, Paris, 2014, 479 p.
- Serge Farnel, 13 mai 1994, un massacre français ?, Éd. Serge Farnel, 2012, 796 p.
- Pierre Favier et Michel Martin-Roland, La Décennie Mitterrand, tome 4, éd. du Seuil, coll. « L'épreuve des faits », 1998 ; rééd. « Points », 2001.
- Jean-Paul Gouteux, Un génocide secret d'État - La France et le Rwanda, 1990-1997, Éditions sociales, 1998.
- Jean-Paul Gouteux, Le Monde, un contre-pouvoir ? Désinformation et manipulation sur le génocide rwandais, L’esprit frappeur, 1999, 202 p.
- Jean-Paul Gouteux, La nuit rwandaise. L’implication française dans le dernier génocide du siècle, L’Esprit Frappeur, 2002, 637 p.
- Jean-Paul Gouteux, Un génocide sans importance : la Françafrique au Rwanda, Lyon, Tahin Party, 2001.
- Jean-Paul Gouteux, Un génocide sans importance - La France et le Vatican au Rwanda, Tahin party, 2007
- François Graner, Le sabre et la machette. Officiers français et génocide tutsi, Editions Tribord coll. « Flibuste », Bruxelles, 2014.
- Jacques Hogard, Les Larmes de l'honneur : soixante jours dans la tourmente du Rwanda, éd. Hugo et Compagnie, 2005.
- Venuste Kayimane, France-Rwanda : les coulisses du génocide. Témoignage d’un rescapé, Dagorno-L’Esprit Frappeur, 2002, 359 p.
- Pascal Krop, le génocide franco-africain, faut-il juger François Mitterrand ?, Lattès, 1994.
- (en) Daniela Kroslak, The Role of France in the Rwandan genocide (2007). An analysis of France's relationship with Rwanda leading up to and during the Rwandan Genocide, 330 pages Hurst & Co., January 2007  (ISBN 978-1850658825)
- Jean-Claude Lafourcade, Opération Turquoise, Éditions Perrin, 2010, 215 p.
- Olivier Lanotte, Pie-Peter Lang / Cecri, La France au Rwanda (1990-1994). Entre abstention impossible et engagement ambivalent, Bruxelles, Coll. « Géopolitique et Résolution des Conflits », 2007, 533 p.  (préface de Claudine Vidal)
- Géraud de La Pradelle, Imprescriptible, l'implication française dans le génocide tutsi portée devant les tribunaux, Les arènes, 2005, 187 p.
- Laurent Larcher, Rwanda, ils parlent. Témoignages pour l'histoire, Le Seuil, 2019   (ISBN 9782021418880)
- Bernard Lugan, Rwanda, un génocide en questions, éditions du Rocher - série Lignes de feu, 23 janvier 2014 (ouvrage niant toute responsabilité de la France dans le génocide) -  (ISBN 2268075796).
- Bernard Lugan, François Mitterrand, l'armée française et le Rwanda, éd. du Rocher, 2005.
- Jacques Morel, La France au cœur du génocide des Tutsi, Miélan/Paris, Izuba éditions, coll. « L'Esprit Frappeur » (no 156), 2020 (1re éd. 2010), 1598 p. (ISBN 978-2-84405-242-1 et 2-84405-242-8, lire en ligne).
- Pierre Péan, Noires fureurs, blancs menteurs, éd. Fayard/Mille et une nuits, 2005 (ouvrage prenant la défense des autorités françaises durant le génocide).
- Pierre Péan, Carnages, éd. Fayard, 2010.
- Florent Piton, Le génocide des Tutsi du Rwanda, La Découverte, coll. « Grands Repères », 2018, 275 p. (ISBN 978-2-7071-9068-0).
- Charles Onana, Rwanda, la vérité sur l'Opération Turquoise, L'Artilleur, 2019.
- Gabriel Périès et David Servenay, Une guerre noire, La Découverte, 2007.
- Robin Philpot, Ça ne s'est pas passé comme ça à Kigali, éd. Duboiris, 2004.
- Patrick de Saint-Exupéry, L'inavouable. La France au Rwanda, Les Arènes, 2004, 287 p.
- Patrick de Saint-Exupéry, Complices de l'Inavouable, la France au Rwanda, Les Arènes, 2009, 315 p
- Benjamin Sehene, Le Piège ethnique, Paris, Éditions Dagorno, 1999, 222 p.  (ISBN 2-910019-54-3)
- Michel Sitbon, Un génocide sur la conscience, L'Esprit frappeur, 1998.
- Sébastien Spitzer, Contre-enquête sur le juge Bruguière. Raisons d'État. Justice ou politique ?, éd. Privé, 2007.
- Jean Varret, Laurent Larcher, Souviens-toi, Mémoires à l'usage des générations futures, Les Arènes, 2023.
- Hubert Védrine, Les Mondes de François Mitterrand. À l'Élysée, 1981-1995, éd. Fayard, 1996.
- François-Xavier Verschave, Complicité de génocide ? La politique de la France au Rwanda, Paris, La Découverte, 1994, 175 p.
- Laure de Vulpian et Thierry Prungnaud, « Silence Turquoise », responsabilités de l'État français dans le génocide des Tutsi, Éd. Don Quichotte, 2012, 460 p.

### Articles et revues
- (en-US) Andrew Hansen, « The French Military in Africa », Council on Foreign Relations,‎ 8 février 2008 (lire en ligne)
- « L'État en voie de privatisation », Politique Africaine, Karthala, no 73,‎ 1999, p. 220
- « L'opération Turquoise : courage et dignité », Le Figaro,‎ 23 août 2004.
- Jean-François Bayart, La France au Rwanda, in : Les Politiques de la haine. Rwanda, Burundi. 1994-1995, Les Temps modernes, Revue bimestrielle, no 583, Paris, 1995, 315 p. (p. 217–227).
- Colette Braeckman et Human Rights Watch, Qui a armé le Rwanda? Chronique d’une tragédie annoncée, Les dossiers du GRIP, no 188, 4/94, Bruxelles, 78 p.
- André Guichaoua et Stephen Smith, « Rwanda, une difficile vérité », Libération, 13 janvier 2006.
- Jean-Claude Lafourcade, « L'honneur des soldats de l'opération "Turquoise" », Le Monde,‎ 4 janvier 2006 (lire en ligne, consulté le 2 novembre 2024)
- François Robinet, « Rwanda, de la responsabilité française », AOC,‎ 22 mai 2018 (lire en ligne, consulté le 2 novembre 2024)
- François Robinet, « France - Rwanda : le temps des archives, le temps de l’histoire », AOC,‎ 22 juillet 2020 (lire en ligne, consulté le 2 novembre 2024)
- Hubert Védrine, « Rwanda : les faits », sur Institut François Mitterrand, 15 juin 2004.

## Filmographie
- 100 Days (1999) réalisé par Nick Hughes
- Hôtel Rwanda (2004) réalisé par Terry George
- Shooting Dogs (2005) réalisé par Michael Caton-Jones
- Quelques jours en avril (2005) réalisé par Raoul Peck
- Un dimanche à Kigali (2006) réalisé par Robert Favreau
- J'ai serré la main du diable (2007) réalisé par Roger Spottiswoode
- Opération Turquoise (2007) réalisé par Alain Tasma
- Waramutsého! (2008) réalisé par Bernard Auguste Kouemo Yanghu
- Le Jour où Dieu est parti en voyage (2009) réalisé par Philippe Van Leeuw
- Lignes de front (2010) réalisé par Jean-Christophe Klotz

### Films documentaires
- Rwanda, une intoxication française, documentaire de Catherine Lorsignol réalisé en 2013 et diffusé dans l'émission Spécial Investigation sur Canal + : https://www.youtube.com/watch?v=GDhYwVWMJ1g
- La France au Rwanda : « Une neutralité coupable », film documentaire français de Robert Genoud, 1999
- Retour à Kigali, une affaire française, film documentaire de Jean-Christophe Klotz, 2019
- Rwanda, chronique d’un génocide annoncé, film documentaire de Michael Sztanke, 2019, Babel Doc, Spicee.